# Thăm dò Sao Thiên Vương

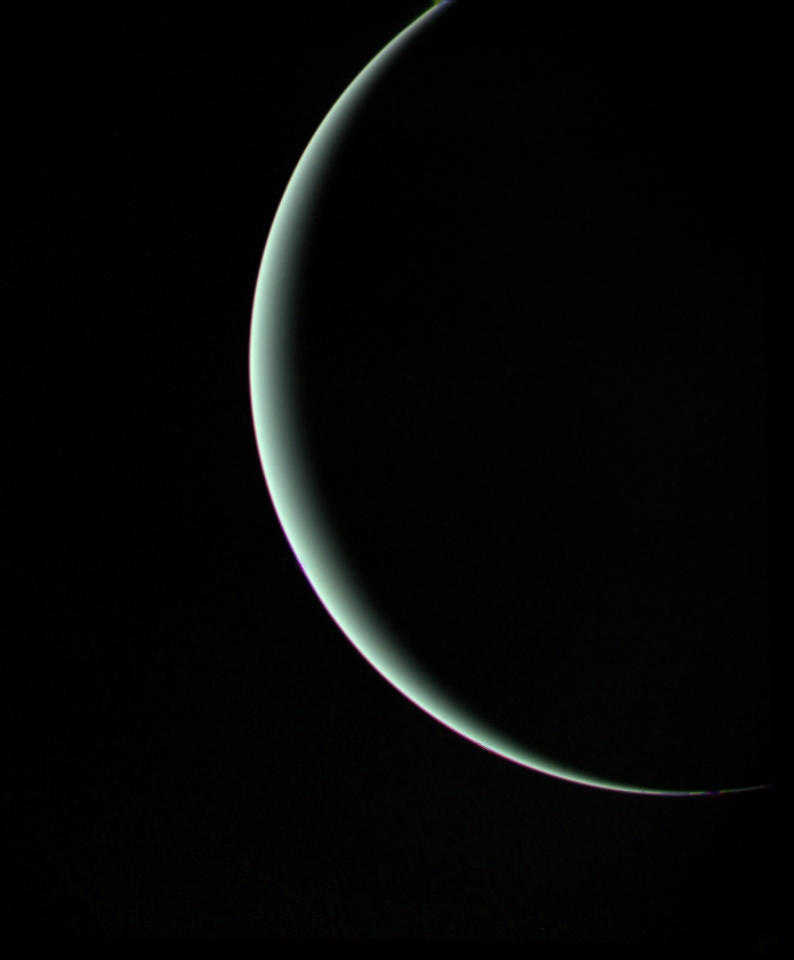
Ảnh Sao Thiên Vương, chụp bởi Voyager 2 năm 1986 ki đang tiến tới Hải Vương Tinh

Việc thăm dò Sao Thiên Vương, cho tới nay chỉ được thực hiện độc nhất thông qua kính viễn vọng và tàu vũ trụ Voyager 2 của NASA, thứ tiếp cận gần nhất với Sao Thiên Vương vào ngày 24 tháng 1 năm 1986. Voyager 2 đã khám phá ra 10 vệ tinh, nghiên cứu khí quyển lạnh của hành tinh, và xem xét hệ vành đai của nó, khám phá ra hai vành mới. Nó cũng đồng thời chụp ảnh năm vệ tinh lớn của Sao Thiên Vương, tiết lộ rằng bề mặt của chúng được bao phủ bởi các hố va chạm và hẻm núi.
Một số sứ mệnh thăm dò dành riêng cho Sao Thiên Vương đã được đề xuất, nhưng cho tới năm 2017 thì chưa cái nào được chấp thuận.

## Voyager 2
Voyager 2 đã có chuyến tiếp cận gần nhất với Sao Hải Vương vào ngày 24 tháng 1 năm 1986, trong phạm vi 81,500 km (50,642 dặm) đỉnh mây của hành tinh. Đây là chuyến bay ngang qua hành tinh một mình đầu tiên của tàu thăm dò, vì Voyager 1 kết thúc chuyến du hành ở các hành tinh phía ngoài tại vệ tinh Titan của Sao Thổ.

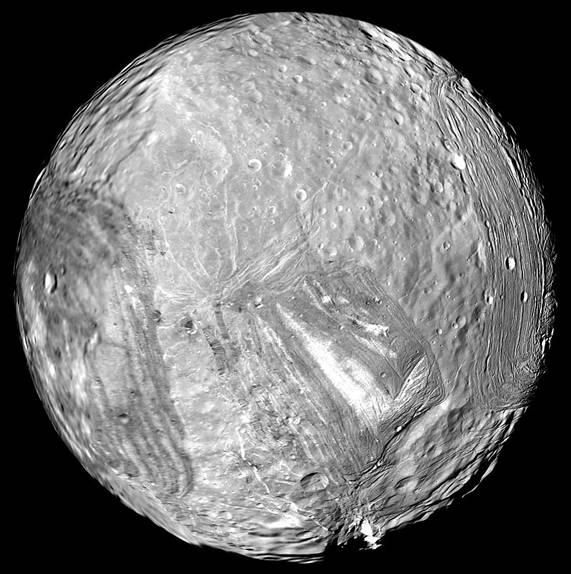
Vệ tinh Miranda, do Voyager 2 chụp

Sao Thiên Vương là hành tinh lớn thứ ba trong Hệ Mặt Trời. Nó quay quanh Mặt Trời ở khoảng cách khoảng 2,8 tỷ kilômét (1,7 tỷ dặm) và hoàn thành một quỹ đạo mỗi 84 năm. Độ dài của một ngày trên Sao Hải Vương được đo bởi tàu Voyager 2 là 17 tiếng và 14 phút. Sao Hải Vương có thể được phân biệt bởi sự thật là nó nhọn ở hai bên. Vị trí kì lạ của nó được các nhà khoa học cho là kết quả của một cú va chạm với một thiên thể có kích cỡ hành tinh trong thời kì đầu của lịch sử Hệ Mặt Trời.